# Wapen van paus Johannes XXIII

Wapen van Johannes XXIII

Wapen van Angelo Giuseppe Roncalli als kardinaal

Het Wapen van paus Johannes XXIII werd in 1958 ontworpen door kerkelijk heraldicus Bruno Bernard Heim.
De op 18 oktober 1958 gekozen Paus Johannes XXIII was altijd al in heraldiek geïnteresseerd geweest. Als nuntius in Parijs had hij met zijn medewerker, de diplomaat Bruno Bernard Heim al een begin gemaakt met het hervormen van de Kerkelijke heraldiek.
Het is dan ook niet verwonderlijk dat de paus zich interesseerde voor zijn eigen wapen als priester en later als bisschop, kardinaal en patriarch van Venetië.
De paus was een man van eenvoudige afkomst en zijn vader voerde geen familiewapen. Toen hij een wapen moest kiezen koos de priester Roncalli voor het wapen van zijn geboorteplaats Sotto il Monte.
Als patriarch volgde Roncalli de Venetiaanse traditie en plaatste hij de gevleugelde leeuw van Sint Marcus als schildhoofd in zijn wapen. Venetië is een van de weinige (aarts)bisdommen in Italië waar het gebruikelijk is om het wapen van de regerende prelaat op deze wijze te vermeerderen.

## Het pauselijke wapen
Mgr. Heim schreef in zijn boek over de Kerkelijke heraldiek dat hij al enige dagen vóór de verkiezing met een wapen voor zijn oude vriend begonnen was. Twee uur na de verkiezing was een eerste tekening per luchtpost onderweg naar Rome. De nieuwgekozen paus keurde het eerste ontwerp van zijn Pauselijk wapen niet goed; hij wenste, net als Paus Pius X de gevleugelde leeuw van Sint Marcus die hij als patriarch van Aartsbisdom Venetië in zijn eigen wapen had geplaatst ook als paus te behouden. De wil van de paus buigt de anders zo strenge heraldische regels en Mgr. Heim plaatste een schildhoofd met een gouden leeuw op een zilveren veld in het wapen. Tijdens een audiëntie op de dag voor de kroning vroeg de paus aan Heim of hij de leeuw niet wat "minder woest en trans-Alpijns, met minder tanden en klauwen", kortom, "wat menselijker" kon maken.

In de nacht van 3 november 1958 ontstond een nieuw wapen met een leeuw die de nagels had ingetrokken maar in de ogen van de paus nog geen genade kon vinden. De leeuw die "en face" was getekend was te mager en, zo citeert Heim de paus; Hij moest "wat meer vlees op zijn lichaam hebben".

De daarop getekende leeuw beviel de paus zozeer dat hij opdracht gaf het wapen ogenblikkelijk te publiceren.
Heraldisch bestaat er geen verschil tussen een woeste en een minder woeste leeuw. De keus voor een vriendelijk ogend dier zegt ons wel veel over het karakter van de paus die al snel de bijnaam "Johannes de Goede" verwierf.

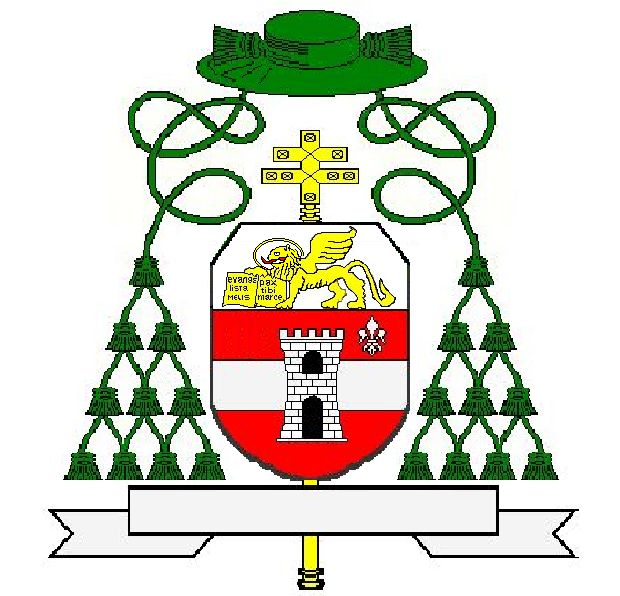
Wapen van aartsbisschop Capovilla

## Het wapen van aartsbisschop Capovilla
De persoonlijke secretaris van Paus Johannes XXIII nam, naar eeuwenoud gebruik het wapen van zijn meester aan. Er zijn twee verschillen; de leeuw is die zoals Johannes die als patriarch van Venetië in zijn schildhoofd plaatste en Mgr. Capovilla liet om de twee schilden van elkaar te laten verschillen, een wapen is immers een uniek onderscheidingsteken, de lelie dexter weg. De groene hoed, kwasten en patriarchaal processiekruis zijn de tekens van Mgr. Capovilla's rang als (titulair) aartsbisschop.